# 1952年ヘルシンキオリンピックのスペイン選手団
1952年ヘルシンキオリンピックのスペイン選手団（1952ねんヘルシンキオリンピックのスペインせんしゅだん）は、1952年にヘルシンキで開催されたオリンピックのスペイン選手団。7競技21種目の27人（男子のみ）から構成された。

## メダル

### 銀
- Ángel Léon — 射撃、男子フリーピストル